# Lipossarcoma

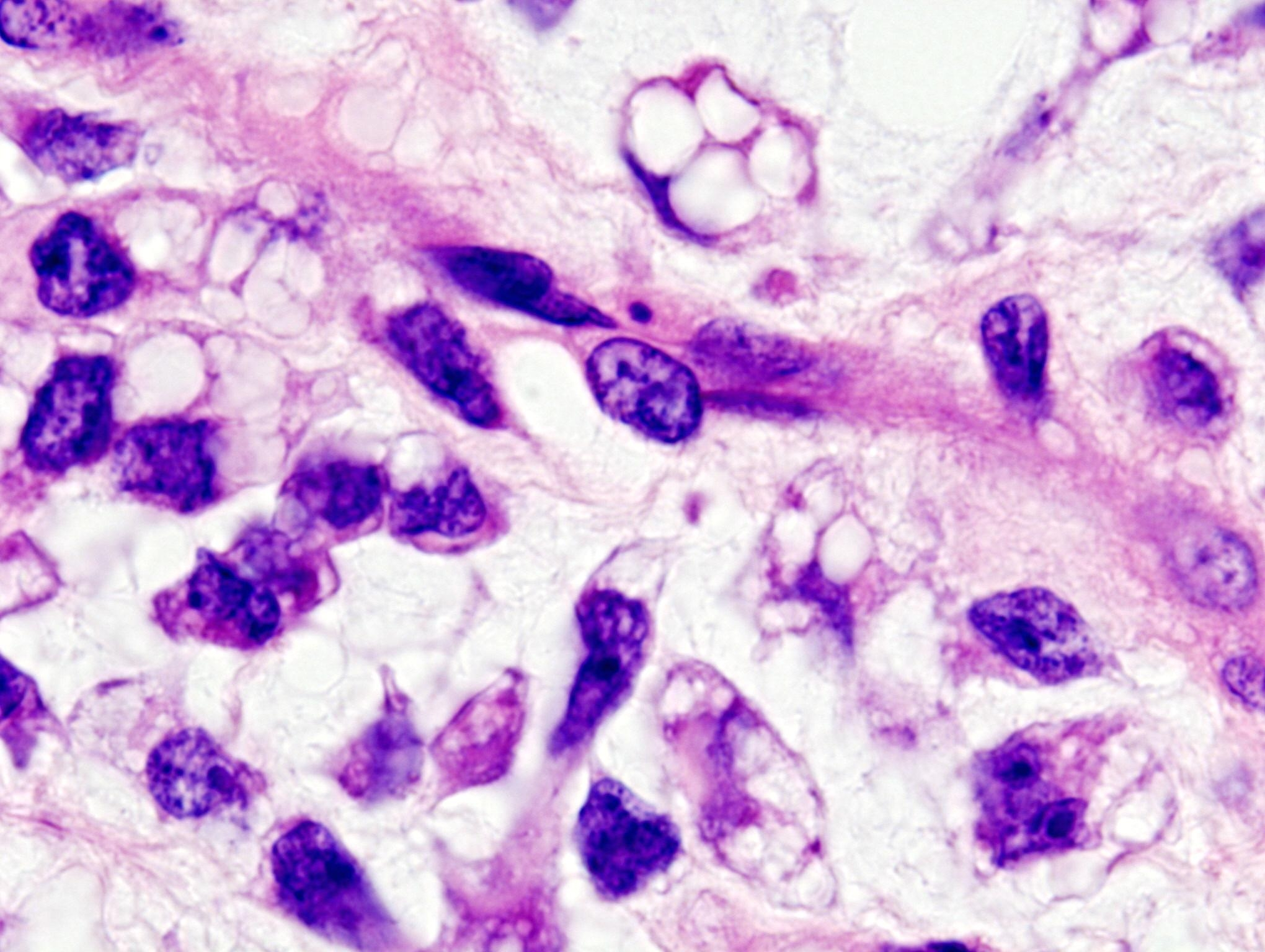
Myxoid liposarcoma (06)

Um lipossarcoma é um tipo de sarcoma. É uma neoplasia maligna de tecido adiposo. Origina-se principalmente em tecidos moles profundos.